# دواين غودريش
دواين غودريش (بالإنجليزية: Dwayne Goodrich)‏ هو لاعب كرة قدم أمريكية أمريكي، ولد في 29 مايو 1978 في أوك لاون في الولايات المتحدة.

## وصلات خارجية
- دواين غودريش على موقع مرجع كرة القدم المحترفة.كوم (الإنجليزية)